# Cedrasco
Cedrasco ist eine Gemeinde (comune) in der norditalienischen Provinz Sondrio in der Lombardei mit 421 Einwohnern (Stand 31. Dezember 2023).

## Geographie
Die Gemeinde liegt etwa 7,5 Kilometer westsüdwestlich von Sondrio im Veltlin und grenzt unmittelbar an die Provinz Bergamo. Die Adda begrenzt die Gemeinde im Norden. Die Nachbargemeinden sind Berbenno di Valtellina, Caiolo, Foppolo (BG), Fusine und Postalesio.